# ورزشگاه فولکسپارک
 ورزشگاه فولکسپارک  (یا فولکسپارکشتادیون، به معنی ورزشگاه پارک ملت) ورزشگاه اصلی شهر هامبورگ، آلمان است. این ورزشگاه رسمی تیم فوتبال هامبورگ اس وی و تیم فوتبال آمریکایی، شیاطین دریایی هامبورگ، است. ای او ال آرنا از دوازده استادیومی بود که در جام جهانی ۲۰۰۶ مورد استفاده قرار گرفت و چهار بازی گروهی و یک بازی یک چهار نهایی در آن برگزار شد. این ورزشگاه تا سال ۲۰۰۱ ولک‌اسپارک‌استادیون نام داشت تا این‌که شرکت آ او ال حقوق نام‌گذاری آن را خرید.
این ورزشگاه از ورزشگاه‌های پنج ستاره سازمان یوفا است.

## تاریخ
تاریخ و سابقهٔ این ورزشگاه هیچ ربطی به باشگاه فوتبال هامبورگ ندارد. این تیم قبلاً در ورزشگاه دیگری به نام «اسپورتپلاتز در روتن‌باوم» بازی می‌کرد.
اولین استادیومی که در مکان ای او ال آرنای کنونی ساخته شد، باهرن‌فلدر استادیون نام داشت. این ورزشگاه در ۱۳ سپتامبر ۱۹۲۵ در دیداری بین اف سی آلتونا ۹۳ و هامبورگ گشوده شد. هامبورگ جلوی چشم ۲۵ هزار تماشاگر نتیجهٔ این دیدار را ۲-۳ واگذار کرد. در آن زمان ورزشگاه به نام «آلتونائر استادیون» نیز شناخته می‌شد گرچه زمین رسمی تیم اف سی آلتونا ۹۳ نیز نبود. در آن زمان آلتونا باشگاه مطرح‌تری از هامبورگ بود.
پس از وقفه‌ای طولانی ورزشگاه بین ۱۹۵۱ و۱۹۵۳ دوباره بازسازی شد. در ۱۲ ژولای ورزشگاه با نام جدید «ولک‌اسپارک‌استادیون» گشوده شد. برای ساخت و ساز بیش‌تر از خرابه‌های ایمسبوتل، منطقه‌ای از هامبورگ که توسط بمب‌گذاری متفقین تخریب شده بود، استفاده شد. ورزشگاه جدید ظرفیت ۷۵ هزار نفر را داشت و برای ورزش‌های مختلف مورد استفاده قرار می‌گرفت.
در ۱۹۶۳ تیم فوتبال هامبورگ به بوندسلیگای تازه تأسیس راه یافت و نتیجتاً به ورزشگاه بزرگ و مدرن «ولک‌اسپارک‌استادیون» نقل مکان کرد. در این زمان اف سی آلتونا نتوانست به بوندسلیگا راه یابد و از آن زمان نیز نتوانسته‌است. هامبورگشروع به کسب موفقیت‌هایی کرد و در سال‌های آتی به تیمی مطرح بدل شد.
جام جهانی ۱۹۷۴ در آلمان غربی برگزار شد و این ورزشگاه نیز یکی از برگزار کنندگان بود. سه بازی گروه اول در این ورزشگاه برگزار شد. اولین بازی، بازی آلمان شرقی و استرالیا بود که تنها ۱۷۰۰۰ نفر آن را تماشا کردند. بازی بعدی، بازی آلمان غربی و استرالیا بود که ۵۳۳۰۰ را به ورزشگاه کشاند. بازی بعدی بین آلمان غربی و آلمان شرقی بود و بیش از ۶۰۲۰۰ نفر به ورزشگاه آمدند. این بازی تاریخی بود و آلمان شرقیدر دقیقهٔ ۸۰ گلی به ثمر رساند و ۱-۰ پیروز شد.
در سال ۱۹۸۸ جام ملت‌های اروپا به آلمان غربی آمد. این ورزشگاه نیز یکی از برگزارکنندگان بود. تنها یک بازی در این ورزشگاه برگزار شد اما آن بازی از اهمیت خاصی برخوردار بود. این دیدار نیمه نهایی آلمان غربی و هلند بود که با پیروزی ۲-۱ هلند خاتمه یافت.
در می۱۹۹۸ هامبورگ تصمیم گرفت ورزشگاه قدیمی و نامحبوب خود را با ورزشگاه جدیدی عوض کند. این کار هم کمکی به میزبانی آلمان برای جام جهانی بود و هم استانداردهای امنیتی را بالا می‌برد. ورزشگاه قدیمی به کلی تخریب شد و ورزشگاه جدید با چرخشی ۹۰ درجه‌ای ساخته شد تا تمام جایگاه‌های دیدی برابر از بازی داشته باشند و نور خورشید نیز به آن بتابد. خرج ورزشگاه جدید چیزی بین ۹۰ تا ۱۰۰ میلیون یورو تخمین زده شد. این ورزشگاه جدید هم زمین فوتبال است و هم سالن کنسرت. در بازی‌های باشگاهی این ورزشگاه ۵۷۲۷۴ نفر و در بازی‌های بین‌المللی ۵۱۵۰۰ نفر ظرفیت دارد.
ورزشگاه جدید در سال ۲۰۰۰ با بازی آلمان و یونان افتتاح شد. آلمان ۲ بر ۰ پیروز شد. ورزشگاه جدید باعث شد هامبورگ به طور متوسط ۵۰ هزار تماشاگر داشته باشد.
در سال ۲۰۰۱ آ.او.ال با ۳۰ میلیون مارک، یعنی بیش از ۱۵ میلیون یورو، حقوق نام‌گذاری ورزش‌گاه را خرید و آن را "آ او ال آرناً نامید. اما مثل سایر موارد مشابه، اهالی محل هنوز نام قدیمی را به رسمیت می‌شناسند.
در سال ۲۰۰۴ موزهٔ تاریخ تیم هامبورگ افتتاح شد.
در جام جهانی ۲۰۰۶ ورزشگاه تازه ساخت ای.او.ال آرنا یکی از برگزار کنندگان بود اما طبق قرارداد در طول بازی‌ها از اسم «ورزشگاه جام جهان فیفا، هامبورگ» استفاده می‌کرد.
این ورزشگاه چهار بازی از مرحلهٔ گروهی (یک بازی از هر گروه یک، سه، پنج، هشت) را برگزار کرد که در مهم‌ترینش ایتالیا ۲-۰ از سد جمهوری چک گذشت. بازی یک چهارم نهایی ایتالیا و اکراین که با پیروزی ۳-۰ ایتالیا خاتمه یافت نیز همین‌جا برگزار شد. از تمام بازی‌ها حدود ۵۰ هزار نفر دیدار کردند به جز بازی آرژانتین و ساحل عاج از گروه ۳ که تماشاگران کمی کم‌تر بودند (آرژانتین در این بازی با نتیجهٔ ۲-۱ پیروز شد).

## دانستنی‌ها
- این ورزشگاه ۲۲ دوربین مختلف برای ضبط تلویزیونی دارد.
- ای.او.ال آرنا یکی از ورزشگاه‌های پنج ستارهٔ یوفا است که می‌تواند میزبان فینال جام یوفا و جام باشگاه‌های اروپا باشد.